# QtParted
O QtParted é um  particionador de discos para Linux que, para sua  interface gráfica, usa o framework Qt, base do ambiente KDE.
O QtPated teve como predecessor no KDE o Kparted, hoje com desenvolvimento suspenso. Mas os projetos são independentes, apesar de ambos usarem a mesma interface do KDE, e de usarem a mesma biblioteca de particionamento, a GNU Parted.